# Aramengo
Aramengo (Aramengh  en piemontès) és un municipi situat al territori de la província d'Asti, a la regió del Piemont (Itàlia).
Limita amb els municipis d'Albugnano, Berzano di San Pietro, Casalborgone, Cocconato, Passerano Marmorito i Tonengo.
Pertanyen al municipi les frazioni de Canova, Gonengo, Marmorito, Boi, Quasso, Uzzano, Valore, Tana, Roletto, Brozzo, Eivà, Masio, Pratorotondo, Canuto, Braia, Perello alto, Piacentino i Bonino.

## Galeria fotogràfica

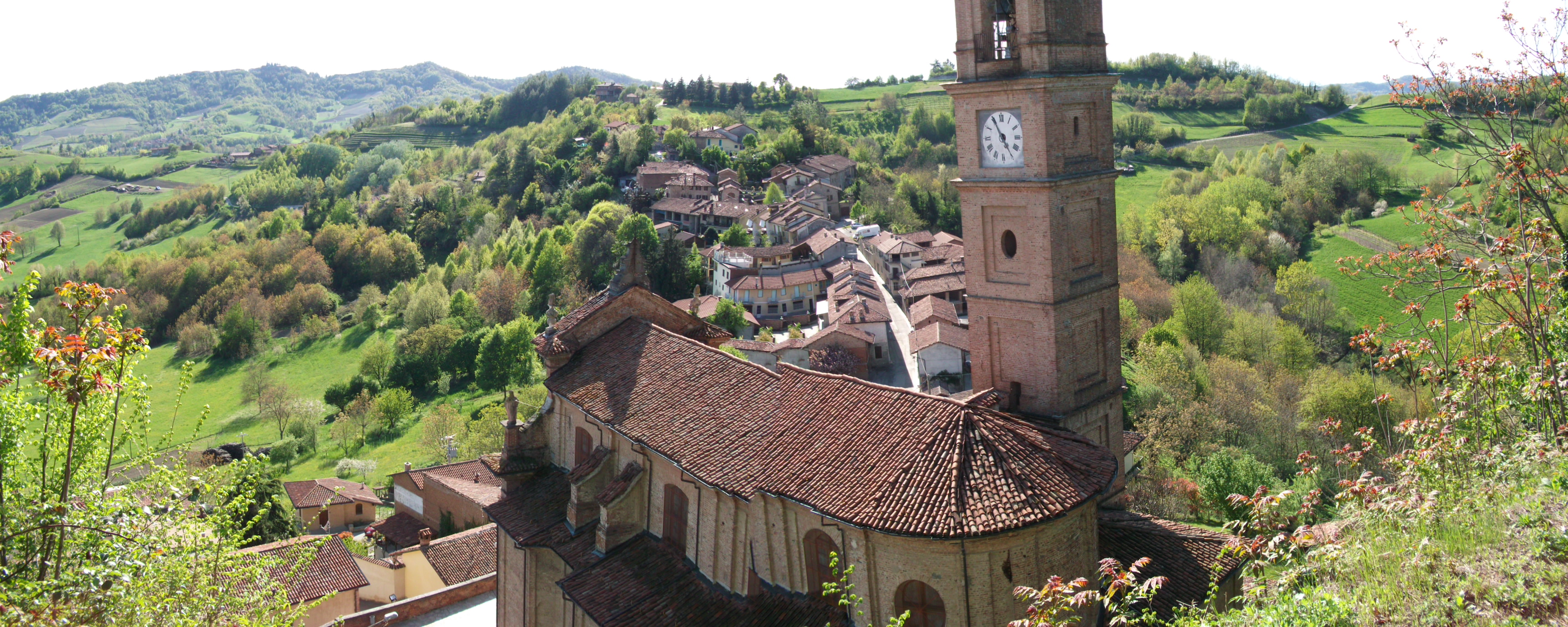
Panorama